# Улица Камалова (Владикавказ)
Улица Камалова — улица во Владикавказа, Северная Осетия, Россия. Находится в Промышленном муниципальном округе между улицами Чкалова и Чапаева. Начинается от улицы Чкалова.
Улицу Камалова пересекают улицы Олега Кошевого и Курская.

## История
Названа именем осетинского революционера Фомы Георгиевича Камалова.
Улица сформировалась во второй половине XIX века. Впервые отмечена как «1-я Новая улица» на плане города Владикавказе «Карты Кавказского края», которая издавалась в 60-70-е годы XIX столетия. В 1891 году отмечена в списке улиц города Владикавказа как «Карджинская улица». Носила имя села Карджин. Упоминается под этим же названием в Перечне улиц, площадей и переулков от 1911 года.
25 октября 1922 года городской совет переименовал Карджинскую улицу в улицу Камалова.

## Значимые объекты
- д. 1 — памятник архитектуры, объект культурного наследия[5].